# 中和北聖宮

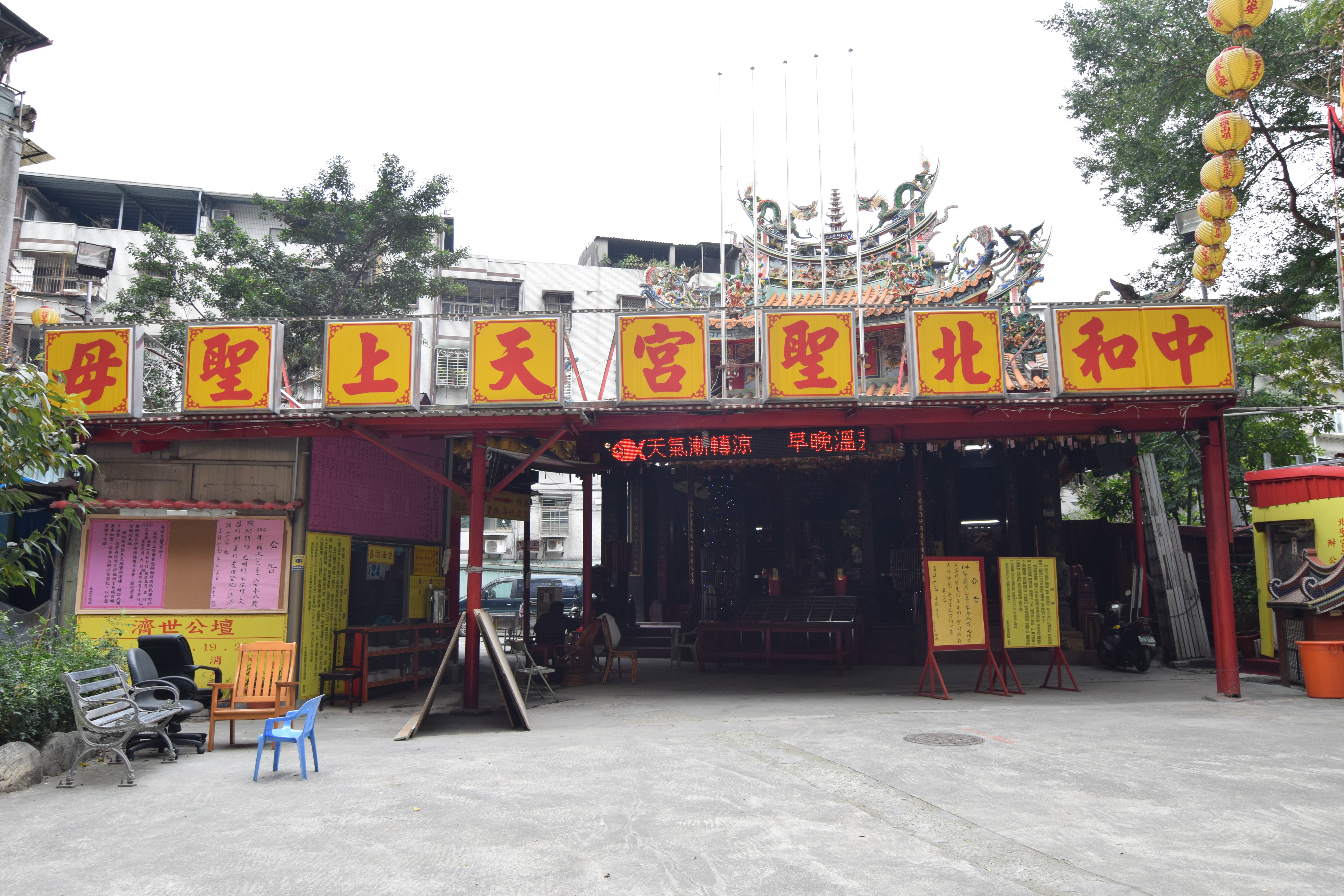
北聖宮

北聖宮，是位於台灣新北市中和區的一座廟宇，主祀天上聖母，配祀註生娘娘、福德正神、中壇元帥、太陽星君、太陰娘娘等神祇。

## 歷史
民國五十一年（1962年），信士李力男北上營生，自嘉義縣東石鄉笨港港口村之港口宮分靈迎至台北市萬華區暫時奉祀。民國七十年（1981年）農曆十月廿日正式開宮，命名為「北聖宮」。民國七十二年（1983年），因租屋期滿解約，另擇宮址並於農曆八月八日遷宮安座。
民國七十六年（1987年）成立建宮委員會，專責籌劃興建，籌募捐獻資金等相關事宜，並勘擇良址建廟。民國七十七年（1988年），確認目前廟址，由地方人士陳氏昆仲捐獻贊助，搭建臨時行宮。同年三月廿日，於臨時行宮安座。五月六日開工動土，工程耗時半年完成主結構，於十一月廿三日入火安座，奠定初基。後續的琉璃屋瓦，雕樑畫棟等工程亦逐步陸續完成。
初期由於疏於與地方溝通，遭到週遭鄉親排斥。其後多次與地方協調，最終達成共識。完成後的北聖宮，建地三十二坪。

## 外部連結
- 中和北聖宮網站